# Чаннин (Шанхай)
Чанни́н (кит. упр. 长宁, пиньинь Chángníng) — район городского подчинения города центрального подчинения Шанхай (КНР). Расположен к западу от городского центра.

## История
Во времена императорского Китая на этих землях находилась волость Фахуа (法华乡). Постепенно эти земли вошли в состав города, и в 1927 году здесь был образован район Фахуа (法华区). В 1945 году он был переименован в Чаннин.

## Административно-территориальное деление
Район Чаннин делится на 9 уличных комитетов и 1 посёлок:
Уличные комитеты
- Бэйсиньцзин (Beixinjing, 北新泾街道)
- Синьхуа-роуд (Xinhua Road, 新华路街道)
- Сянься-Синькунь (Xianxia Xincun, 仙霞新村街道)
- Тяньшань-роуд (Tianshan Road, 天山路街道)
- Хуаян-роуд (Huayang Road, 华阳路街道)
- Хунцяо (Hongqiao, 虹桥街道)
- Цзянсу-роуд (Jiangsu Road, 江苏路街道)
- Чжоуцзяцяо (Zhoujiaqiao, 周家桥街道)
- Чэнцзяцяо (Chengjiaqiao, 程家桥街道)

Посёлок
- Синьцзин (Xinjing Town, 新泾镇)

## Экономика
Деловой район Хунцяо является важным центром финансовых услуг, международной торговли, выставок и офисной недвижимости.  

## Транспорт
На территории района находится международный аэропорт «Хунцяо».

## Достопримечательности
- Шанхайский зоопарк
- Могила Сун Цинлина

## Галерея

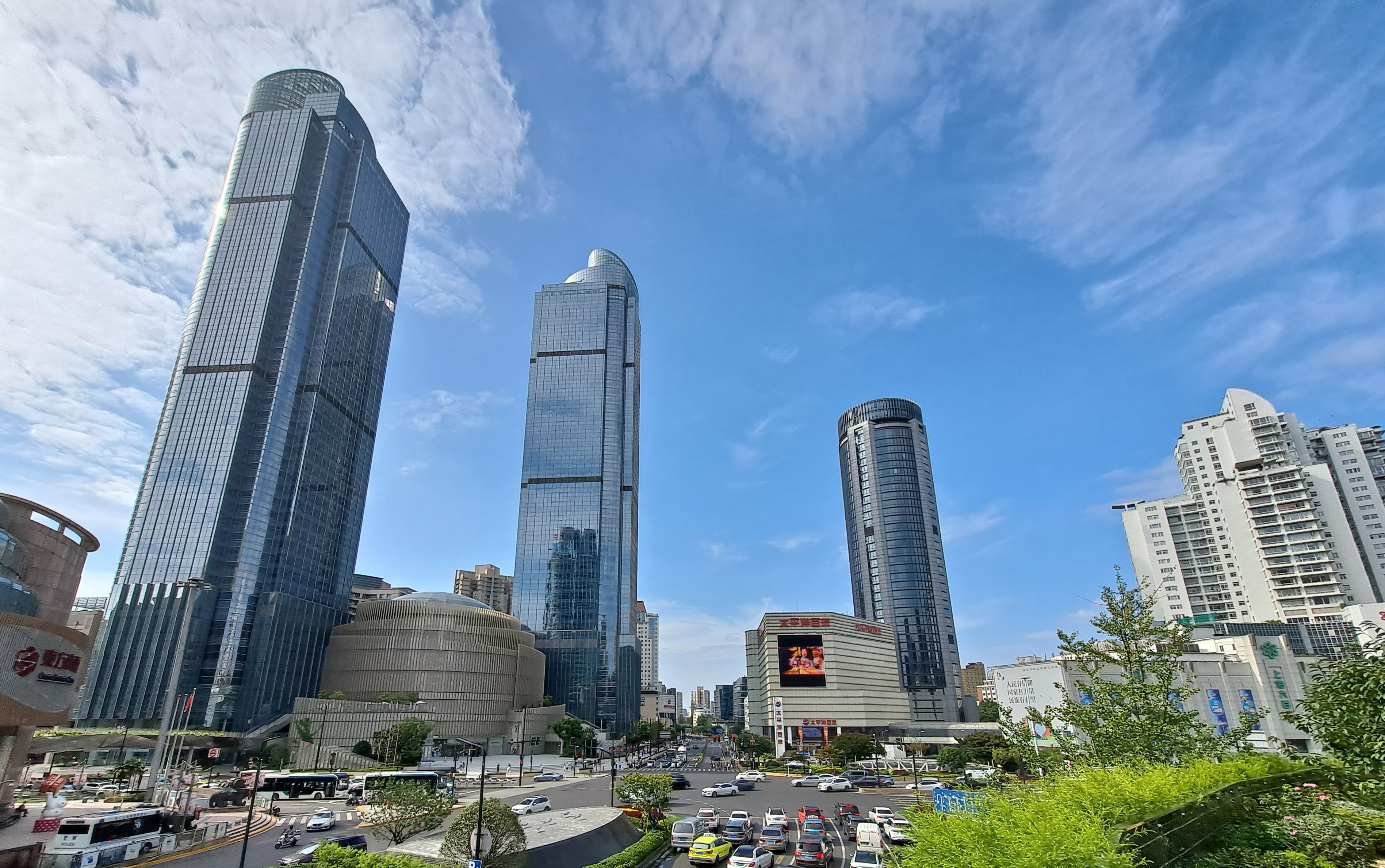
Район Сюцзяхуэй
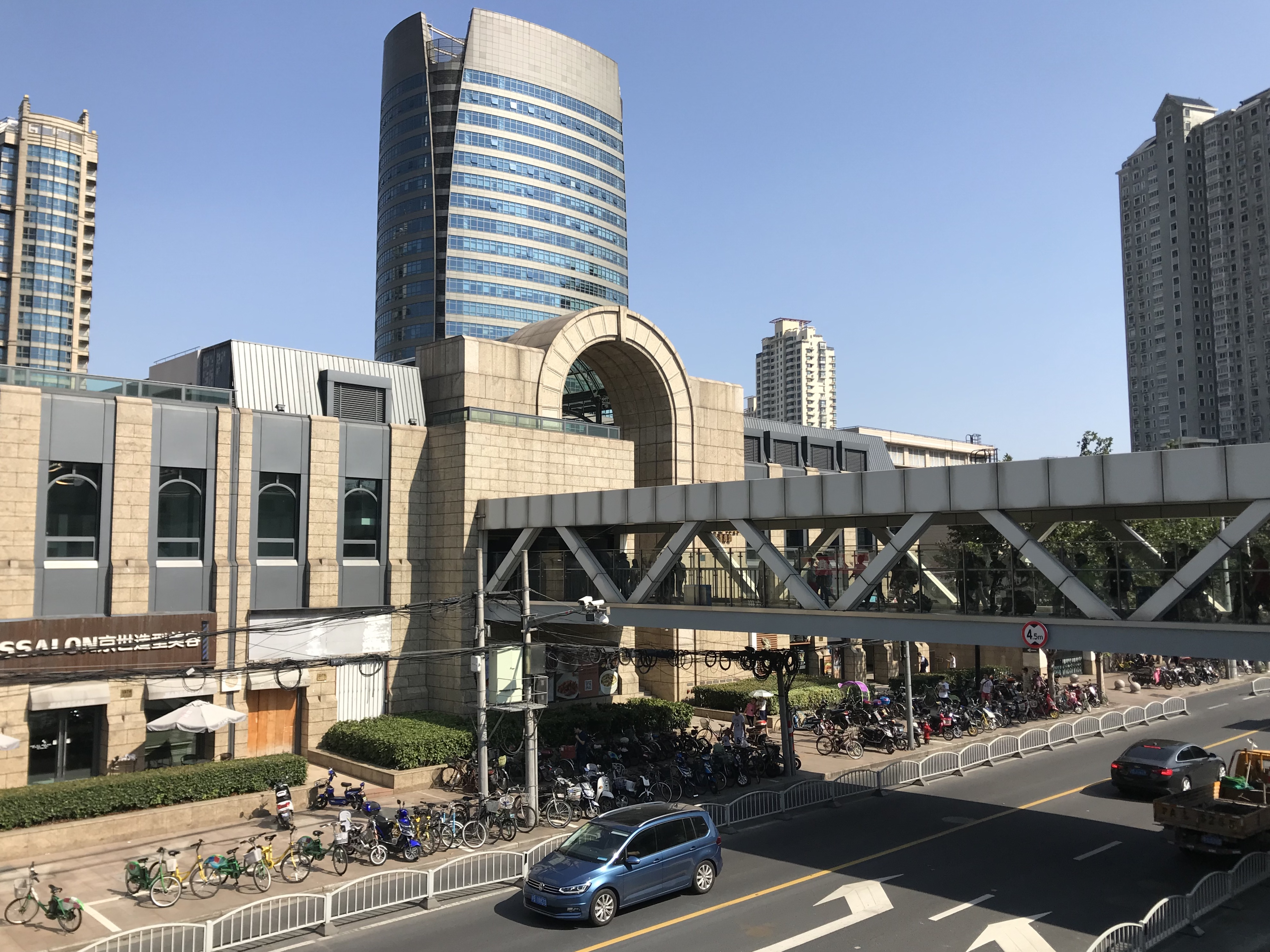
Станция метро Хунцяо-роуд